# Берзиньш-Зиемелис, Ян Антонович
Ян Анто́нович Бе́рзиньш-Зие́мелис (Ян Антонович Берзин, латыш. Jānis Bērziņš-Ziemelis; партийные псевдонимы: Зиемелис, Павел Васильевич, Павловский, Винтер; 29 сентября (11 октября) 1881, Цирстенская волость, Венденский уезд, Лифляндская губерния — 29 августа 1938, Москва) — советский государственный и партийный деятель. Друг и соратник В. И. Ленина. Расстрелян в 1938 году. Реабилитирован посмертно.

## Дореволюционная деятельность
Член РСДРП с 1902 года.
- За революционную деятельность подвергался арестам в 1903, 1904 и в 1905—1906 годах и ссылке в Олонецкую губернию в 1904—1905 годах. Делегат Лондонского съезда РСДРП (1907).
- В 1908 году вынужден был эмигрировать (Германия, Швейцария, Бельгия, Англия, Франция, США). Из эмиграции вернулся лишь в 1917 году. В эмиграции занимался активной партийной деятельностью. С 1910 по 1911 год член ЦК РСДРП и член Заграничного бюро ЦК РСДРП.
- С 1917 года член ЦК Социал-демократической партии Латвии. Участник Октябрьской революции в Петрограде.
- Избран во Всероссийское учредительное собрание по Лифляндскому округу, список № 3.

## После революции
- С 3 (16) августа 1917 по 6 марта 1918 года член ЦК РСДРП(б), а с 8 марта 1918 по 18 марта 1919 года — кандидат в члены ЦК РКП(б), одновременно с 5 апреля по ноябрь 1918 года — полномочный представитель РСФСР в Швейцарии. Выслан из Швейцарии вместе с И. А. Залкиндом по обвинению в шпионаже.
- С 4 декабря 1918 года — председатель Совета социального обеспечения и образования Правительства Социалистической Латвии, комиссар народного образования. 8 февраля 1919 года правительство Латвийской советской социалистической республики опубликовало в газете "Циня" подписанный председателем правительства Петром Стучкой и Янисом Берзиньшем декрет о ликвидации созданной немецкой оккупационной властью Балтийской технической высшей школы и учреждении Латвийской высшей школы на базе ликвидированной, с преподаванием на латышском языке. Целью вуза, по замыслу заместителя комиссара народного образования Эрнста Эфферта, было образование трудового народа[1].
- С марта 1919 по июль 1920 года — член Исполнительного комитета Коммунистического интернационала, а с июня 1919 по июнь 1920 года — секретарь Исполнительного комитета Коммунистического интернационала.
- С 16 февраля по 24 июня 1921 года — полномочный представитель РСФСР в Финляндии.
- С июля 1921 по 1924 год — заместитель дипломатического представителя РСФСР — СССР в Великобритании.
- С 1924 года по июнь 1925 года — советник Полномочного представительства СССР в Великобритании.
- С 19 июня 1925 по 7 сентября 1927 года — полномочный представитель СССР в Австрии.
- В 1927—1929 годах — уполномоченный Наркомата иностранных дел СССР при СНК Украинской ССР, одновременно с 29 ноября 1927 по 5 июня 1930 года — член ЦК КП(б) Украины.
- В 1929—1932 годах — заместитель председателя Комиссии по изданию дипломатических документов.
- С 15 июня 1930 по 18 января 1934 года — кандидат в члены ЦК КП(б) Украины.
- С 1932 года по декабрь 1937 года — управляющий Центральным архивным управлением СССР и РСФСР. Член ЦИК и ВЦИК СССР.
- 24 декабря 1937 года арестован по делу Латышского национального центра. Внесен в Сталинский расстрельный список  от 20 августа 1938 г. (список № 1) по 1-й категории («за» Сталин , Молотов)[2]. 29 августа 1938 года осужден в ВМН ВКВС СССР и в тот же день расстрелян в одной группе осужденных вместе с Б. Куном и Л. А. Папардэ. Место захоронения - спецобъект НКВД «Коммунарка». Реабилитирован посмертно ВКВС СССР  29 февраля 1956 года[3].

## Семья
Жена — Роза Гармиза. Дочь Майя Яновна Берзина (1910—2002) — советский этнограф, географ и картограф, замужем за советским учёным Леонидом Исааковичем Василевским (1904—1984). Их дочь — Роза-Валентина Леонидовна Василевская (1945—2014).